# Мыс двух влюблённых
Мыс двух влюблённых (англ. Two Lovers Point, чамор. Puntan Dos Amåntes) — мыс и приморский утёс в Тамунинге, Гуам. Одна из четырёх национальных природных достопримечательностей Гуама и главная туристическая достопримечательность, тесно связанная с местной легендой о двух обречённых влюблённых. В период испанской колонизации Гуама это место называлось Cabo de los Amantes (Мыс влюблённых).
Мыс является частью известнякового плато, образующего северную часть Гуама. Высота утёса составляет примерно 110 метров (370 футов); площадь примерно 0,11 км² (28 акров).

## Легенда
В широко распространённой местной легенде рассказывается о том, как двое влюблённых, которым общество не позволяло быть вместе, связали свои волосы и прыгнули в море с самого высокого утёса, покончив с собой, вместо того, чтобы расстаться. Однако детали этой истории значительно изменились с тех пор, как она была впервые записана французским исследователем Луи де Фрейсине в 1819 году. В рассказе Фрейсине мужчина из высшей касты матао влюбился в женщину из низшей касты маначан. Женщина забеременела. Так как такая любовь считалась запретной, они бежали из своей деревни. Они бродили по пустыне, в конце концов похоронив своего младенца в пирамиде из камней. В отчаянии они взобрались на вершину крутого утёса у моря, связали свои волосы вместе и, держась друг за друга, прыгнули в море.
Однако популярный современный пересказ включает и период испанского владычества на острове. Когда-то жила красивая молодая девушка из Хагатны, которая была дочерью магалахи, великого вождя чаморро. Когда она узнала, что отец решил выдать её замуж за капитана испанского корабля, она сбежала из дома. На северном берегу Гуама она встретила молодого и нежного мужчину чаморро и влюбилась в него. В конце концов она вернулась домой с обещанием вернуться к своему возлюбленному. Однако отец девушки рассердился, узнав о любовнике дочери, и потребовал, чтобы она немедленно вышла замуж за испанского капитана. В тот день она сбежала на закате и встретилась со своим любовником, но её отец, капитан и все испанские солдаты преследовали их до высокой скалы над заливом Тумон. Загнанные в угол, влюблённые завязали свои длинные чёрные волосы в один узел, поцеловались и, к ужасу солдат, бросились со скалы.

## Туризм

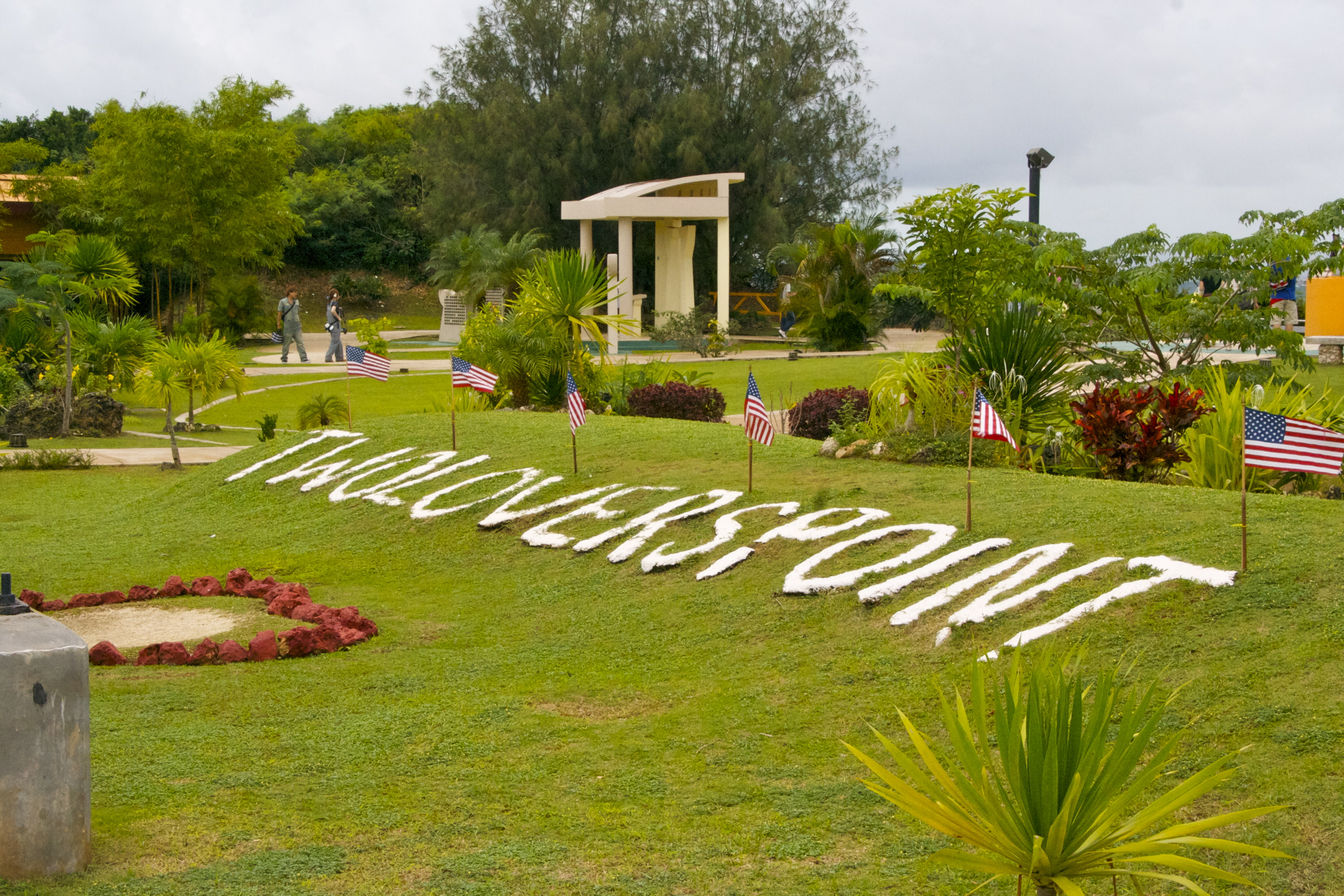
Парк, расположенный на Мысе двух влюблённых

Мыс двух влюблённых, с которого открывается вид на северную часть залива Тумон и Филиппинское море — самая известная достопримечательность Гуама. Хотя земля принадлежит правительству Гуама, администрация первого срока губернатора Карла Гутьерреса (1995—1999) инициировала государственно-частное партнерство для разработки участка с Calvo Enterprises Inc., компанией, принадлежащей бывшему губернатору Полу Макдональду Кальво. Партнерство было поддержано сенатором Джеймсом Мойланом в 2019 году как хорошая модель для будущих улучшений острова. По состоянию на 2019 год Calvo Enterprises Inc. продолжала входить в число ведущих компаний Гуама, и развитие парка Мыса двух влюблённых оставалось одним из главных направлений её деятельности.

## Отсылки в искусстве
Мыс двух влюблённых упоминается в тексте песни «Do It Again», написанной в 2015 году Пиа Миа, американской певицей, родившейся на Гуаме.